# Nykäsaari
Nykäsaari är en ö i Finland. Den ligger i sjön Saimen och i kommunerna Savitaipale och Taipalsaari och landskapet Södra Karelen, i den södra delen av landet, 190 km nordost om huvudstaden Helsingfors. Öns area är 1,3 hektar och dess största längd är 230 meter i öst-västlig riktning.